# Laguna del Diamante
La laguna del Diamante es una laguna ubicada a 34°09′S 69°41′O / -34.150, -69.683, en la provincia argentina de Mendoza, a unos 198 km de la capital provincial y a una altitud de 3300 m s. n. m. Situada a 11 kilómetros del límite con Chile. Se encuentra dentro de la reserva natural Laguna del Diamante perteneciente a la red de reservas de la provincia de Mendoza, administradas por la Dirección de Recursos Naturales Renovables.

## Geografía
Cubre un área de unos 14,1 km², con una profundidad máxima de 70 m y una media de 38,6 m, y un volumen de unos 517.200.000 m³; su lecho es el cráter de un volcán extinto abierto en el centro de una meseta de piedra basáltica rodeada de cerros de gran altura, de los cuales destaca el volcán Maipo, cuya base se encuentra a sólo 2500 m al oeste de la margen de la laguna.
Es una de las fuentes de agua dulce más importantes de la provincia, y alimenta al río Diamante. La recuperación hídrica se debe a las aguas de deshielo procedentes de los glaciares de la zona, a las precipitaciones y a las aguas del arroyo El Gorro, que la alimenta. 

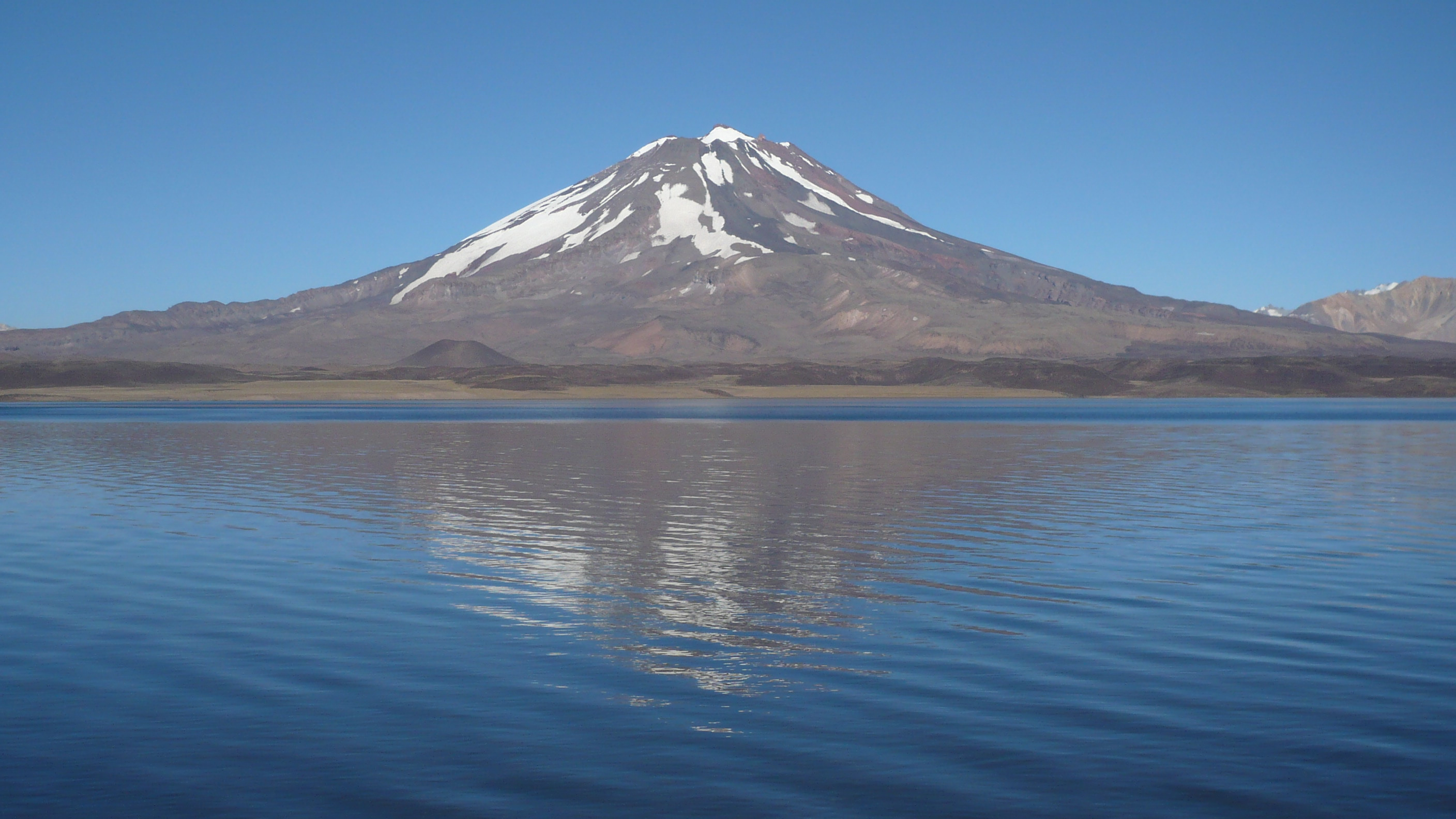
Vista de la laguna con el Volcán Maipo de fondo.

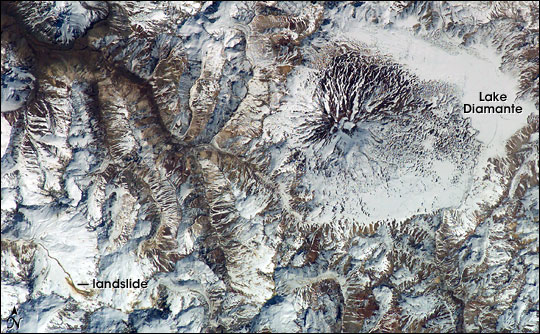
Imagen satelital de la laguna y el volcán Maipo.

Debe su nombre a la figura romboidal del volcán Maipo reflejado en sus aguas; el paisaje, espléndido y agreste, fue descrito por Antoine de Saint-Exupéry en Viento, arena y estrellas.
Junto a la laguna se construyó, durante el segundo gobierno de Juan Domingo Perón, el Observatorio de Rayos Cósmicos dependiente de la Universidad Nacional de Cuyo, un proyecto pionero de observación astronómica.
El sinuoso trayecto que lleva hasta la laguna del diamante invita al visitante a recorrer desde la ruta provincial 101, por el puesto Alvarado, Cruz Casa de Piedra, Vegas de los Avestruces, Vegas del Yaucha, Pampa de los Paramillos y Pampa de la Laguna, donde se ubican las lagunas Barrosa y Diamante. 
San Carlos promociona a la Laguna del Diamante como su “joya turística” más preciada. 
La Comuna local y la Dirección de Recursos Naturales Renovables promueven el turismo –no sólo la pesca– y la preservación del medio ambiente en ese paraíso montañoso.

## Población indígena
Con una vasta historia, el río Diamante, que vierte sus aguas en la laguna homónima, hasta la llegada de los españoles fue un límite natural entre dos grupos aborígenes que habitaban la zona: los huarpes, al norte, y los cazadores recolectores puelches chiquillanes, al sur. Las actividades en común de estos pueblos originarios se centraban en la caza del guanaco y del ganso de la cordillera. 
En el verano utilizaban piedras volcánicas para secar la carne en forma de charqui, con el objetivo de abastecerse para afrontar los crudos inviernos.

## Fronterainca
El cronista Jerónimo de Vivar escribió en 1558 que el Imperio incaico había establecido una saywa (mojón) en las cercanías del río Diamante. No obstante, tradicionalmente se consideraba al valle de Mendoza/Uspallata como la frontera austral inca en Argentina, basándose principalmente en la ausencia de arquitectura monumental más al sur. En 2020, una investigación arqueológica dirigida por Víctor Durán en las proximidades de la laguna del Diamante refutó esta creencia, confirmando los registros etnohistóricos de ocupación incaica al descubrir restos de estructuras, cerámica y petroglifos de estilo inca. Nuevos hallazgos realizados en 2022 en las faldas del  Volcán Maipo encontraron dos yacimientos incaicos, designados LD-S25 y LD-S26, compuestos por una serie de recintos, habitaciones y muros pircados, además de saywas con probable función astronómica.